# Filippo Graziani
Filippo Graziani (Rimini, 26 giugno 1981) è un cantautore italiano.

## Biografia
Secondo figlio di Ivan, è nato e cresciuto a Rimini. Inizia la sua attività musicale appena maggiorenne insieme al fratello batterista Tommy, girando per i club e i locali di tutta Italia fino ad aprire i concerti di importanti gruppi e artisti come Renato Zero, Negramaro, Morgan, Niccolò Fabi e Max Gazzè.
Nel 2008 forma un gruppo rock chiamato Stoner-rock Carnera, che debutta con l'EP First Round e con cui apre il concerto italiano di Zakk Wylde. Successivamente si trasferisce negli Stati Uniti, dove continua la sua attività musicale.
Influenzato dalla scena della musica folk e rock elettronico statunitense, torna in Italia e avvia il progetto Viaggi e intemperie, che omaggia il padre Ivan Graziani. Sempre in omaggio a suo padre e sotto la cura di Pepi Morgia, porta avanti un tour dal novembre 2009, che confluisce nell'album dal vivo Filippo canta Ivan Graziani, dedicato esclusivamente alle più celebri canzoni del padre. Il disco nel 2011 risulta tra i finalisti della Targa Tenco nella sezione "Miglior interprete".
Nello stesso periodo è direttore artistico dell'album tributo Tributo a Ivan Graziani (2012), in cui è anche interprete del brano E sei così bella.
Nel 2014 partecipa al Festival di Sanremo nella categoria "Nuove proposte" con il brano Le cose belle. Al festival però non riesce ad accedere alla finale nella sua sezione.
Il suo primo album in studio Le cose belle riscuote comunque un buon successo ed ha anche ottenuto il premio della Targa Tenco 2014 nella sezione "Migliore opera prima".
Nel novembre 2016 ritorna sulle scene con il singolo Credi in me, il cui videoclip è stato diretto da Andrea Tani.
Nel maggio 2017 pubblica un altro singolo dal titolo Esplodere.
Il suo secondo album in studio Sala giochi verrà pubblicato il 16 giugno seguente.

## Discografia

### Album in studio
- 2014 – Le cose belle
- 2017 – Sala giochi

### Album dal vivo
- 2011 – Filippo canta Ivan Graziani